# Marcelinho Carioca
Marcelo Pereira Surcin (Río de Janeiro, Brasil, 1 de febrero de 1971), futbolísticamente conocido como Marcelinho Carioca o simplemente Marcelinho, es un exfutbolista brasileño que se desempeñaba como mediocampista. Su principal virtud era la ejecución de tiros libres, logrando convertir 78 goles.

## Trayectoria
| Club             | País           | Año         |
| ---------------- | -------------- | ----------- |
| Flamengo         | Brasil         | 1988 - 1994 |
| Corinthians      | Brasil         | 1994 - 1997 |
| Valencia CF      | España         | 1997 - 1998 |
| Corinthians      | Brasil         | 1998 - 2001 |
| Santos FC        | Brasil         | 2001        |
| Gamba Osaka      | Japón          | 2002        |
| CR Vasco da Gama | Brasil         | 2003        |
| Al-Nassr         | Arabia Saudita | 2003 - 2004 |
| CR Vasco da Gama | Brasil         | 2004        |
| AC Ajaccio       | Francia        | 2004 - 2005 |
| Brasiliense      | Brasil         | 2005 - 2006 |
| Santos FC        | Brasil         | 2006        |
| Santo André      | Brasil         | 2007 - 2009 |

## Palmarés

### Campeonatos regionales
| Título                  | Equipo        | Región           | Año  |
| ----------------------- | ------------- | ---------------- | ---- |
| Campeonato Carioca      | Flamengo      | Río de Janeiro   | 1991 |
| Campeonato Paulista     | Corinthians   | São Paulo        | 1995 |
| Campeonato Paulista     | Corinthians   | São Paulo        | 1997 |
| Campeonato Paulista     | Corinthians   | São Paulo        | 1999 |
| Campeonato Paulista     | Corinthians   | São Paulo        | 2001 |
| Campeonato Carioca      | Vasco da Gama | Río de Janeiro   | 2003 |
| Campeonato Brasiliense  | Brasiliense   | Distrito Federal | 2005 |
| Campeonato Paulista A-2 | Santo André   | São Paulo        | 2008 |

### Campeonatos nacionales
| Título         | Equipo      | País   | Año  |
| -------------- | ----------- | ------ | ---- |
| Copa de Brasil | Flamengo    | Brasil | 1990 |
| Serie A        | Flamengo    | Brasil | 1992 |
| Copa de Brasil | Corinthians | Brasil | 1995 |
| Serie A        | Corinthians | Brasil | 1998 |
| Serie A        | Corinthians | Brasil | 1999 |

### Campeonatos internacionales
| Título                 | Equipo      | Sede   | Año  |
| ---------------------- | ----------- | ------ | ---- |
| Copa Mundial de Clubes | Corinthians | Brasil | 2000 |